# Chilonatalus
Chilonatalus (Miller, 1898) è un genere di pipistrelli della famiglia dei Natalidi.

## Descrizione

### Dimensioni
Al genere Chilonatalus appartengono pipistrelli di piccole dimensioni, con lunghezza della testa e del corpo tra 40 mm, la lunghezza dell'avambraccio tra 32 e 36 mm e la lunghezza della coda tra 45 e 48 mm. C.micropus è considerato il pipistrello più piccolo del Nuovo Mondo.

### Caratteristiche craniche e dentarie
Il cranio è lungo, con un rostro lungo ed affusolato rivolto all'insù ed una scatola cranica elevata e profonda. Gli incisivi superiori esterni separati dagli altri più interni, i canini sono piccoli ma ben sviluppati, mentre i denti masticatori sono di aspetto e dimensioni normali, con la disposizione delle cuspidi a W.
Sono caratterizzati dalla seguente formula dentaria:

### Aspetto
La pelliccia è lunga e densa. Il muso è lungo ed appiattito, la fronte è alta, gli occhi sono molto piccoli. L'organo natalide è di medie proporzioni, arrotondato e posto alla base del muso. Il labbro inferiore è attraversato verticalmente da un solco profondo. Le orecchie sono grandi, a forma di imbuto, con la punta arrotondata e con il bordo interno convesso nella metà superiore. Il trago è piccolo e triangolare.. Le ali sono lunghe, strette ed attaccate posteriormente lungo la metà della tibia. Il pollice è molto corto, mentre gli arti inferiori sono allungati. La coda è molto lunga ed inclusa completamente nell'ampio uropatagio.

## Distribuzione
Il genere è diffuso nei Caraibi.

## Tassonomia
Il genere comprende 2 specie.
- Chilonatalus micropus
- Chilonatalus tumidifrons